# Hành khúc
Hành khúc là một thể loại âm nhạc đặc trưng của quân đội. Các tác phẩm thuộc thể loại này thường được biểu diễn trong các buổi diễu hành của quân đội.Thầy cô giáo

## Lịch sử[1]

### Từ chỗ chưa có sự ghi chép
Cho đến cuối thế kỷ XVI, sự ghi chép âm nhạc đối với các bản hành khúc là chưa xuất hiện. Bấy giờ, các hành khúc thường được biểu diễn bằng cách: các nhạc cụ bộ gõ trở thành người giữ nhịp và fife trở thành người phụ họa một cách rất ngẫu hứng.

### Đến chỗ có sự ghi chép
Mọi chuyện chỉ thay đổi khi thế kỷ XVII mở ra, khi ở Pháp, hai nhà soạn nhạc Jean-Baptiste Lully và André Philidor Lớn viết những bản hành binh cho đội nhạc của nhà vua. Sau đó, đến cuối thế kỷ XVIII, đầu thế kỷ XIX, các nhà soạn nhạc nổi tiếng như Luigi Cherubini, Johann Nepomuk Hummel và Ludwig van Beethoven cũng bắt tay viết hành khúc cho các trung đoàn và quân đội đặc biệt. Đến cuối thế kỷ XIX, đầu thế kỷ XX, John Philip Sousa và Kenneth Joseph Alford đã đưa những tác phẩm này lên tới đỉnh cao.

### Và thấm sâu vào các tác phẩm âm nhạc
Song hành với việc được ghi chép bằng các nốt nhạc và có các tác phẩm độc lập tiêu biểu, hành khúc cũng là một phần quan trọng của nhiều tác phẩm. Thực ra, âm nhạc hành khúc cũng đã xuất hiện trong tác phẩm Battell của William Byrd, tức là từ thời Phục hưng. Tuy nhiên, nó không thực sự đậm nét. Phải chờ các vở opera và ballet của Lully, hành khúc mới thực sự đưa hành khúc trở thành một điểm đáng chú ý trong các tác phẩm của các nhà soạn nhạc. Từ thời đại của Lully, hành khúc dần trở nên quen thuộc hơn với nhiều nhà soạn nhạc không phải của quân đội. Đầu tiên là phải kể tới trường hợp của George Frideric Handel khi ông viết Hành khúc thần Chết trong oratorio Saul. Tiếp theo là trường hợp của Joseph Haydn khi ông cũng viết hành khúc cho chương chậm trong bản giao hưởng số 100. Cũng có một bản giao hưởng coi hành khúc là một phần của mình, đó là Giao hưởng "Anh hùng ca" của Beethoven. Ở đây, nhà soạn nhạc người Đức đã viết hành khúc tang lễ trong chương 2 của bản nhạc. Ở đầu thời kỳ âm nhạc Lãng mạn, ta có nhắc tới Franz Schubert, Frédéric Chopin và Robert Schumann. Tiêu biểu là bản hành khúc tang lễ ở trong bản Sonata Si giáng thứ cho piano của Chopin. Hector Berlioz cũng gây chú ý với Hành khúc đến pháp trưởng nổi tiếng trong bản Giao hưởng cuồng tưởng. Richard Wagner cũng viết một đoạn hành khúc đầy đau thương trong vở opera Hoàng hôn của các vị thần.

### Yếu tố thúc đẩy
Để phát triển, hành khúc cần đến khá nhiều những biến động của lịch sử loài người, bởi hành khúc xuất phát từ quân đội, một trong những yếu tố quan trọng nhất của lịch sử đó. Chắc chúng ta biết ở cuối thế kỷ XVIII và đầu thế kỷ XIX, ở châu Âu có hai sự kiện quan trọng, đó là: Cách mạng Pháp và Chiến tranh Napoléon. Đặc biệt, với sự thần tốc hiếm có của mình, quân đội của Napoléon đã làm thay đổi đáng kể nhịp của các bản hành khúc. Họ cần các bản hành khúc có nhịp nhanh hơn, khẩn trương hơn để phù hợp cho những chuyến hành quân của mình.

## Đặc trưng[1]

### Nhịp điệu
Nhịp hành khúc hiện nay được viết theo nhịp 2/4 hoặc nhịp 1/2. Tuy nhiên, đó không phải là nhịp chuẩn mực. Các nhịp phổ biến nhất cho hành khúc đó là 4/4, 2/2, 6/8. Các hành khúc hiện đại thường vào khoảng 120 nhịp 1 phút (chuẩn của Napoléon), tuy nhiên những nhịp hành khúc tang lễ thì lại viết theo chuẩn Roman (60 nhịp 1 phút). Nói chung, dù ở chuẩn nào, nhịp hành khúc phải mạnh mẽ và đều đặn.

### Cung nhạc
Cung nhạc chủ yếu được dùng ở hành khúc là cung trưởng, trờ khi có chuyển điệu hoặc đó không phải là hành khúc thực sự.

### Nhạc cụ
Các nhạc cụ quan trọng của hành khúc là trống, kèn horn, fife hoặc bộ kèn gỗ hoặc kèn đồng. Trong thế kỷ XIX, hành khúc trở nên phổ biến và được hòa âm kỹ lưỡng nhờ sự phát triển của kèn đồng.

### Các đặc trưng khác
Hành khúc là một khúc nhạc, dài từ 16 đến 32 ô nhịp, có lặp lại trong cả bản nhạc. Nó thường có một lần chuyển giọng từ chủ âm sang hạ át âm (đôi khi là trở lại giọng chủ âm ban đầu). Hoặc cũng có thể là chuyển cung nhạc từ thứ sang trưởng. Các giai điệu của phần nhắc lại thường đối lập với phần chính. Áp chót của hành khúc là đoạn đối đáp bởi hai nhóm nhạc cụ khác nhau.

## Một số hành khúc nổi tiếng
| Giao hưởng số 3 cung Mi giáng trưởng "Eroica", Op. 55 của Beethoven, chương 2 |  |
|                                                                               |  |
|                                                                               |  |

| Hành khúc Radetzky |  |
|                    |  |
|                    |  |

| Sonata số 2 cung Si giáng thứ của Chopin, chương 3 |  |
|                                                    |  |
|                                                    |  |

| Bản Washington Post của Sousa |  |
|                               |  |
|                               |  |

| Bản Stars and Stripes Forever của Sousa |  |
|                                         |  |
|                                         |  |

| Bản Lễ tiến bước của các binh sĩ của Julius Fucik |  |
|                                                   |  |
|                                                   |  |

| Bản Hành khúc Đại tá Bogey của Kenneth Alford |  |
|                                               |  |
|                                               |  |